# 徐顯宗
徐顯宗，濠州鍾離永豐鄉（今安徽鳳陽東北）人，明朝軍事將領、襲魏國公。徐欽之子。
徐欽去世后，繼承魏國公爵位，正統十三年去世。爵位傳弟徐承宗。